# Hylaeus nimbatus
Hylaeus nimbatus är en biart som beskrevs av Dathe 1986. Hylaeus nimbatus ingår i släktet citronbin, och familjen korttungebin. Inga underarter finns listade i Catalogue of Life.